# Harakiri (film)
Harakiri is een Duitse dramafilm uit 1919 onder regie van Fritz Lang.

## Verhaal
Een boeddhistische monnik wil dat de dochter van de daimio ook geestelijke wordt in de Verboden Tuin. De daimio vindt dat zijn dochter daar zelf over moet kunnen beslissen. Zijn dochter maakt kennis met een Europese politieagent. Ze worden verliefd en trouwen met elkaar. De politieagent keert echter al gauw weer terug naar huis.

## Rolverdeling
| Acteur           | Personage             |
| ---------------- | --------------------- |
| Paul Biensfeldt  | Daimyo Tokujawa       |
| Lil Dagover      | O-Take-San            |
| Georg John       | Boeddhistische monnik |
| Meinhart Maur    | Prins Matahari        |
| Rudolf Lettinger | Karan                 |
| Erner Hübsch     | Kin-Be-Araki          |
| Kaete Juster     | Hanake                |
| Niels Prien      | Olaf J. Anderson      |
| Herta Hedén      | Eva                   |
| Loni Nest        | Kind                  |